# پوناموش‌ها
پوناموش‌ها (نام علمی: Punomys) نام یک سرده از زیرخانواده سینی‌دندانیان است.